# Szigligeti Ferike
Szigligeti Ferike, Szatmári Franciska (Pest, 1852. június 19. – Budapest, Erzsébetváros, 1901. augusztus 30.) színésznő.

## Életútja
Szigligeti Ede (Szathmáry József) és Sperling Franciska lánya. 1870-ben Szatmári családi nevét Szigligetire változtatta. 1870 és 1873 között végezte a színészeti tanodát, majd ez év augusztus 18-án a Szentivánéji álom Oberon szerepében tette első színpadi kísérletét a Nemzeti Színházban. 1874 márciusában az intézethez szerződtették és itt első alkalommal március 13-án játszotta a Romeo és Julia női címszerepét. Ez évben Aradon is szerepelt. 1875. november végén megvált a Nemzeti Színháztól, Bécsbe ment, ahol Strakosch tanítványa lett. 1876 áprilisában Grazban sikerrel játszotta Anna szerepét Mosenthal Sonnenwendhofjában. Ez év október havában a berni színházhoz szerződött és Faust Gretchenjében debütált. 1877 januárjában a hannoveri színházba szerződött, majd ugyanez év október 19-én mint a Nemzeti Színházi szerződött tagja nagy sikerrel mutatkozott be az Ármány és szerelemben mint Luiza. 1877. december 10-én férjhez ment Mudrony Soma országgyűlési képviselőhöz, majd 1883. július 22-én Bécsben dr. Faltay László rendőrfőorvos felesége lett. 1901. augusztus 30-án halt meg szervi szívbaj következtében.
A Fiumei úti sírkertben helyezték végső nyugalomba.

## Fontosabb szerepei
- Júlia (Shakespeare: Rómeó és Júlia)
- Lujza (Schiller: Ármány és szerelem)
- Gretchen (Goethe: Faust)